# أوليسيا بوف
أوليسيا بوفه (بالأوكرانية: Олеся Повх) هي عداءة مسافات قصيرة أوكرانية ولدت في يوم 18 أكتوبر 1987 في مدينة دنيبروبتروفسك في أوكرانيا، أبرز إنجازاتها هو فوزها بالميدالية البرونزية في سباق 4×100 متر تتابع مع الفريق الأوكراني في دورة الألعاب الأولمبية الصيفية 2012 في لندن، كما فازت بالميدالية البرونزية مع الفريق في بطولة العالم لألعاب القوى 2011 في دايغو في كوريا الجنوبية، كما فازت بالميدالية الذهبية مع الفريق في بطولة أوروبا لألعاب القوى 2010 في برشلونة، وعلى الصعيد الفردي أبرز إنجاز لها هو فوزها بالميدالية الفضية في بطولة أوروبا لألعاب القوى 2012 في هلسنكي في سباق 100 متر، أفضل رقم سجلته هو 11.18 ثانية وألذي سجلته في دورة الألعاب الأولمبية الصيفية 2012 في لندن.

## روابط خارجية
- أوليسيا بوف على موقع الاتحاد الدولي لألعاب القوى (الإنجليزية)
- أوليسيا بوف على موقع الدوري الماسي (الإنجليزية)
- أوليسيا بوف على موقع اللجنة الأولمبية الدولية (الإنجليزية)
- أوليسيا بوف على موقع أوليمبيديا (الإنجليزية)